# Tabanocella bilineata
Tabanocella bilineata är en tvåvingeart som beskrevs av H. Oldroyd 1957. Tabanocella bilineata ingår i släktet Tabanocella och familjen bromsar. Inga underarter finns listade i Catalogue of Life.